# Parafia św. Andrzeja Boboli w Gawłowie
Parafia św. Andrzeja Boboli w Gawłowie – parafia rzymskokatolicka w diecezji tarnowskiej, w dekanacie Bochnia Wschód. Od 2010 proboszczem jest ks. mgr Jerzy Tokarz.

## Zasięg parafii
Do parafii należą wierni z miejscowości: Gawłów, Ostrów Królewski i Ostrów Szlachecki z kaplicą filialną. 

## Historia
Parafia leży przy drodze prowadzącej z Bochni do Uścia Solnego. Choć wioska wzmiankowana jest wcześnie, bo już w 1365 roku, to parafia w Gawłowie jest o wiele młodsza od osady. Powstanie w niej kościoła jest ściśle związane z osadnikami niemieckimi z przełomu XVIII i XIX wieku. Gawłów znalazł się podczas zaborów pod rządami austriackimi. Zaborcy zachęcali swoich rodaków do kolonizowania nowo zdobytych ziem. Pierwsi osadnicy zaczęli przybywać do Gawłowa i sąsiednich wiosek już w 1785 roku.
Parafia św. Andrzeja Boboli erygowana została w 1945 roku. Wydzielono ją z terenu parafii Krzyżanowice. Funkcję jej świątyni parafialnej pełni dawny zabytkowy zbór ewangelicki z 1806 roku. 14 października 1945 roku nastąpiło poświęcenie kościoła.

## Proboszczowie
- ks. Józef Drożdż (1945–1946)
- ks. Władysław Smereka (1946–1947)
- ks. Wojciech Słonina (1947–1969)
- ks. Władysław Piątek (1969–1979)
- ks. Wiesław Augustyn (1979–1988)
- ks. Marian Urbański (1988–1998)
- ks. Tadeusz Nowak (1998–2010)
- ks. Jerzy Tokarz (od 2010)